# Scenopinus palmulapalpus
Scenopinus palmulapalpus är en tvåvingeart som beskrevs av Kelsey 1969. Scenopinus palmulapalpus ingår i släktet Scenopinus och familjen fönsterflugor. Inga underarter finns listade i Catalogue of Life.